# Edwin Salisbury
Edwin Lyle Salisbury (Walnut Grove, 3 de mayo de 1910-Sacramento, 22 de noviembre de 1986) fue un deportista estadounidense que compitió en remo. Participó en los Juegos Olímpicos de Los Ángeles 1932, obteniendo una medalla de oro en la prueba de ocho con timonel.

## Palmarés internacional
| Juegos Olímpicos | Juegos Olímpicos             | Juegos Olímpicos | Juegos Olímpicos |
| Año              | Lugar                        | Medalla          | Prueba           |
| ---------------- | ---------------------------- | ---------------- | ---------------- |
| 1932             | Los Ángeles (Estados Unidos) | Medalla de oro   | Ocho con timonel |